# バプティスト・サンタマリア
バプティスト・サンタマリア（Baptiste Santamaria, 1995年3月9日 - ）は、フランス・サン＝ドゥシャール出身のサッカー選手。バレンシアCF所属。ポジションはMF。

## 経歴
2013年10月18日、CAバスティア戦でプロデビュー。
2016年6月25日、アンジェSCOに移籍した。契約は4年間。2018年7月、国内外のクラブからオファーを受けていたものの、アンジェとの契約を2年延長した。
2020年9月17日、SCフライブルクと契約した。
2021年8月16日、スタッド・レンヌと4年契約を締結。僅か1年でリーグ・アンに復帰した。
2025年1月22日、2024-25シーズン終了までの期限付き移籍でOGCニースに加入。ローン契約には買取オプションも付帯していたものの、シーズン終了後に行使されなかった。
2025年8月7日、スペインのバレンシアCFに2年契約で移籍した。